# Lanstrop
Lanstrop ist der Statistische Bezirk 25 und zugleich ein Stadtteil der kreisfreien Großstadt Dortmund. Er befindet sich im äußersten Nordosten des Stadtbezirks Scharnhorst und liegt in Nordrhein-Westfalen im Osten des Ruhrgebiets.
Der Ort hat 4685 Einwohner (2024).
Lanstrop ist ein ländlicher Vorort, der noch einige landwirtschaftliche Betriebe aufweist.

## Geographie
Lanstrop liegt etwa zehn Kilometer nordöstlich der Dortmunder Innenstadt. Der Ort grenzt im Norden an die Lüner Stadtteile Niederaden und Horstmar. Im Grenzbereich zur Stadt Lünen verläuft die Bundesautobahn 2, die hier einen Teil des Dortmunder Autobahnrings darstellt. Im Süden grenzt Lanstrop an die Dortmunder Stadtteile Grevel und Kurl sowie im Osten an den Kamener Vorort Methler.
Der Ort wird durch den Wengepark geteilt, welcher die Grenze zwischen Alt-Lanstrop im Süden und Neu-Lanstrop im Norden bildet.
Das bürgerliche Alt-Lanstrop ist das eigentliche gewachsene Dorf, welches überwiegend von Einfamilienhäusern geprägt ist und zudem noch einige Fachwerkhäuser und Bauernhöfe aufweist.
Neu-Lanstrop ist eine in den 1960er Jahren entstandene LEG-Siedlung, die von viergeschossigen Wohnhochhäusern und von Reihenhäusern geprägt ist. Die Wohnhochhäuser wiesen lange Zeit einen sehr hohen Leerstandsanteil auf.

## Geschichte
Die ersten urkundlichen Erwähnungen von Lanstrop als Lambesdorpe finden sich in den beiden Isenburger Vogteirollen des Stifts Essen. Die ältere „Kleine Vogteirolle“ stammt aus der Zeit vor 1220, die „Große Vogteirolle“ entstand um das Jahr 1220. Die Rollen enthalten die Güter, über die Friedrich von Isenberg die Rechte als Vogt besaß. Der Ortsname lässt sich als Siedlung in der feuchten Niederung deuten.
Die Schreibweise Lambesdorpe spiegelt sich auch wider im Namen des westfälischen, in einem Zweig ab Beginn des 15. Jahrhunderts deutschbaltischen Uradelsgeschlechts von der Wenge genannt Lambsdorff, das seinen Stammsitz im Lanstroper Haus Wenge hatte, wo es bereits 1239 mit dem Ritter Henricus de Wenge erstmals erwähnt wird und das sein westfälischer Zweig mit Unterbrechung bis ins frühe 19. Jahrhundert besaß.
Seit dem Entstehen der Landesherrschaften Mitte des 13. Jahrhunderts gehörte Lanstrop zur Grafschaft Mark. Im grafschaftlischen Verwaltungsaufbau war Lambesdorpe eine Bauerschaft, die zum Kirchspiel Kurl im märkischen Amt Unna gehörte. Im Schatzbuch der Grafschaft Mark von 1486 sind unter Lantzstorp insgesamt 18 Steuerpflichtige aufgelistet, die überwiegend mit einem niedrigen Steuersatz belastet waren. Das hatte folgenden Grund: Da der Grundwasserspiegel im ausgehenden Mittelalter erheblich höher als heute, hatte der mit Feuchtigkeit durchzogene Boden, bestehend aus einer Mischfläche mit Löss, Kreidemergel, Grundmoränen, Pseudogley und Parabraunerde, nur eine durchschnittliche Ertragskraft. In der Auflistung fehlt das Haus Wenge, weil Adelige von der Steuer ausgenommen waren; stattdessen mussten sie Kriegsdienste leisten.
Sehenswürdigkeiten des Stadtteils sind der Lanstroper See, das „Lanstroper Ei“ (befindet sich eigentlich auf dem Gebiet von Grevel), das Haus Wenge, diverse Parkanlagen, die katholische Kirche St. Michael, die evangelische Friedenskirche (2021 abgerissen) und das Damwild-Gehege.
Größter Sportverein des Stadtteils ist der BV Teutonia Lanstrop mit einer Fußball- und Leichtathletikabteilung. Der Verein feierte 2020 sein hundertjähriges Bestehen. Am 30. Oktober 2020 wurde der Sportplatz des Verein nach mehrmonatigen Sanierungsarbeiten von Oberbürgermeister Ullrich Sierau eröffnet – seine letzten Amtshandlung nach 11 Jahren auf dem Chefsessel der Stadt Dortmund. Der alte Ascheplatz wurde für 1,1 Mio. € in ein modernes Leichtathletikstadion mit Kunstrasenplatz umgebaut.
Wilde Rehe sieht man mitunter morgens auf den Wiesen und Feldern um den Kurler Busch. Nachmittags sind hier regelmäßig Radfahrer, Spaziergänger, Pferde und Reiter unterwegs.
Das „Lanstroper Ei“ – ein alter Wasserturm und gleichzeitig das Wahrzeichen Lanstrops – liegt an der Route der Industriekultur, welche an Lanstrop vorbeiführt.
Lanstrop wurde am 1. April 1928 nach Dortmund eingemeindet.
Am 1. Juli 1950 kam es zu einem Gebietsaustausch zwischen den Städten Dortmund und Lünen. Im Bereich Lanstrop wurde die Autobahn als neue Grenze festgelegt. Lanstrop verlor etwa 16,82 ha an Lünen. Dem stand ein Gewinn von 34,84 ha für Lanstrop (Hauptteil), Hostedde und Derne gegenüber.
Lanstrop wies mit der Anschlussstelle 14 an die A 2 zwischen dem Autobahnkreuz Dortmund-Nordost und dem Kamener Kreuz zwischen etwa 1998 und 2022 eine Besonderheit auf: Eine einseitige Autobahnauf- und -abfahrt. Nur an der Südfahrbahn der Autobahn in Richtung Hannover war die Auffahrt von und die Abfahrt nach Lanstrop möglich. Die Nordfahrbahn in Richtung Oberhausen hatte keine Auf-/Abfahrt bei Lanstrop (sie läge allerdings bereits auf Lüner Gebiet). Im Jahr 2022 wurde mit dem Bau der Auffahrt Richtung Oberhausen begonnen. Dieser Bau ist innerhalb einer kurzen Zeitspanne erfolgreich abgeschlossen worden. Heute heißt die Anschlussstelle 14 "Lünen-Süd". 
Bekanntester Einwohner Lanstrops war der am 7. April 2005 verstorbene Schriftsteller Max von der Grün („Vorstadtkrokodile“). Er besaß eine Doppelhaushälfte in der Bremsstraße.

## Bevölkerung
Struktur der Lanstroper Bevölkerung:
- Bevölkerungsanteil der unter 18-Jährigen: 19,6 % [Dortmunder Durchschnitt: 16,2 % (2018)][8]
- Bevölkerungsanteil der mindestens 65-Jährigen: 21,3 % [Dortmunder Durchschnitt: 20,2 % (2018)][9]
- Ausländeranteil: 27,6 % [Dortmunder Durchschnitt: 22,3 % (2024)][10]
- Arbeitslosenquote: 12,6 % [Dortmunder Durchschnitt: 11,0 % (2017)][11]

Das durchschnittliche Einkommen im Lanstroper Norden (Neu-Lanstrop) liegt etwa 25 % unter dem Dortmunder Durchschnitt, im Lanstroper Süden (Alt-Lanstrop) hingegen etwa 10 % über dem Dortmunder Durchschnitt.

### Bevölkerungsentwicklung
| Jahr      | 1987 | 2003 | 2008 | 2013 | 2016 | 2019 | 2022 | 2023 | 2024 |
| --------- | ---- | ---- | ---- | ---- | ---- | ---- | ---- | ---- | ---- |
| Einwohner | 5397 | 4841 | 4282 | 4892 | 4334 | 4447 | 4631 | 4630 | 4685 |

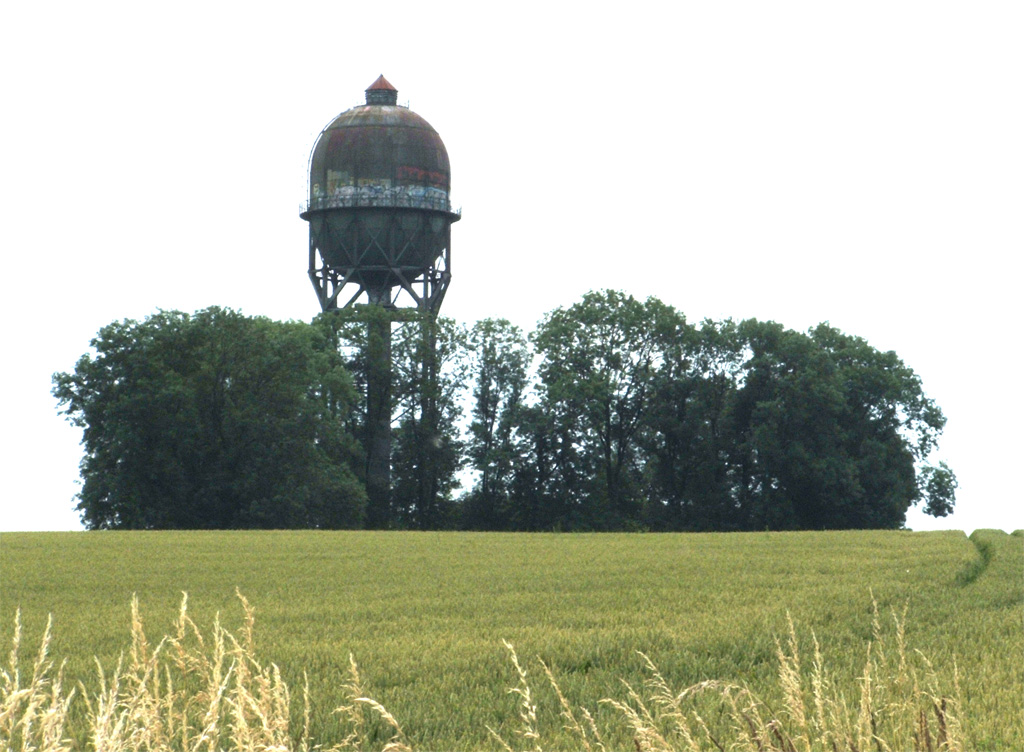
Wasserturm Lanstroper Ei
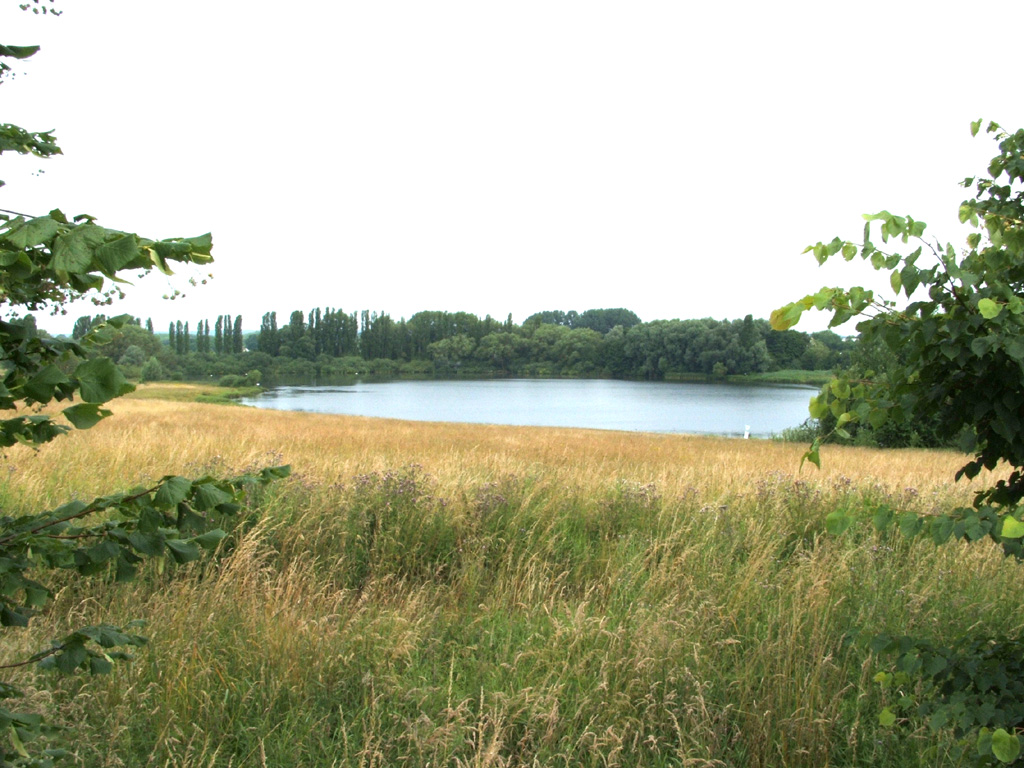
Lanstroper See
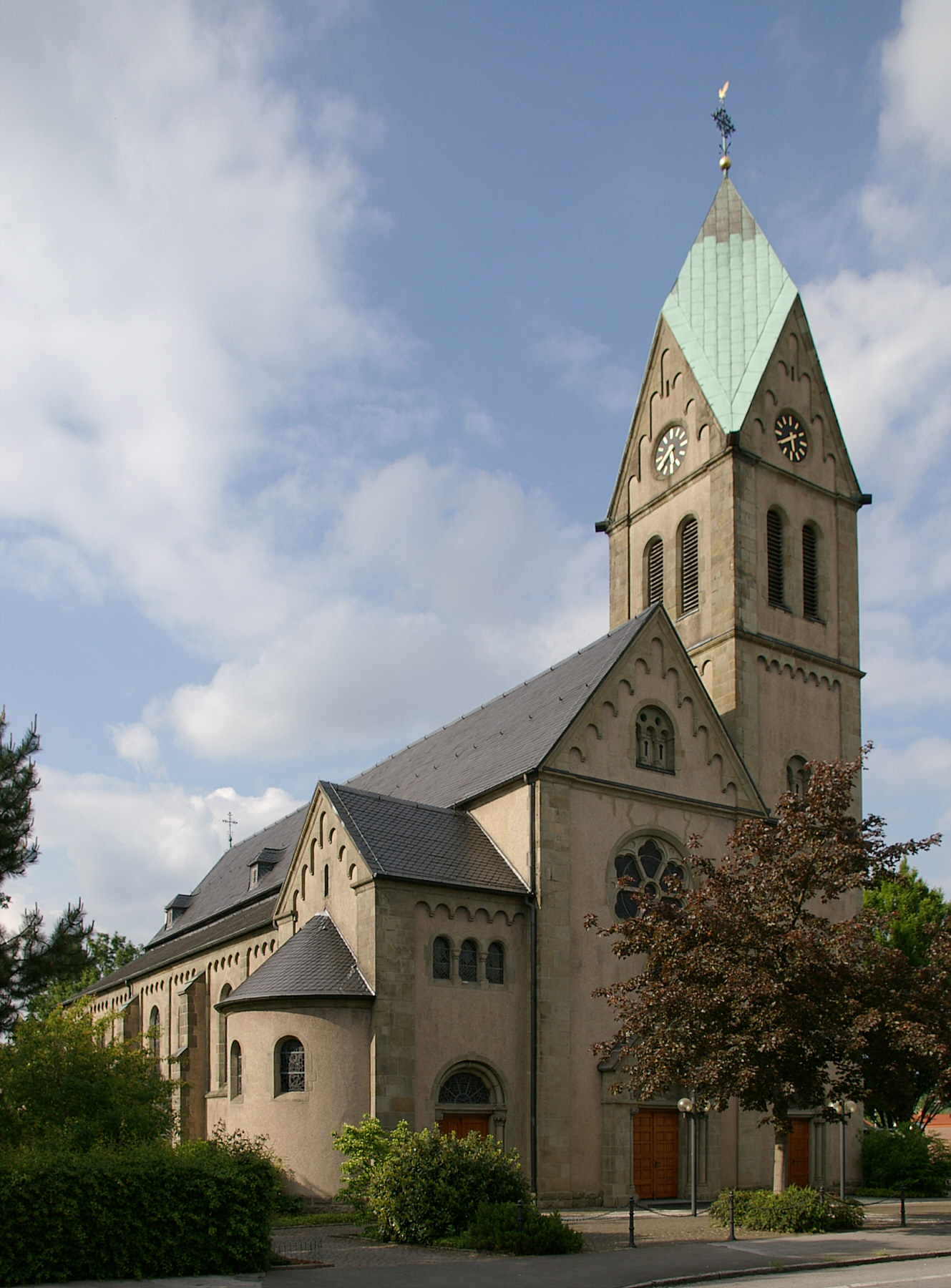
Kirche St. Michael
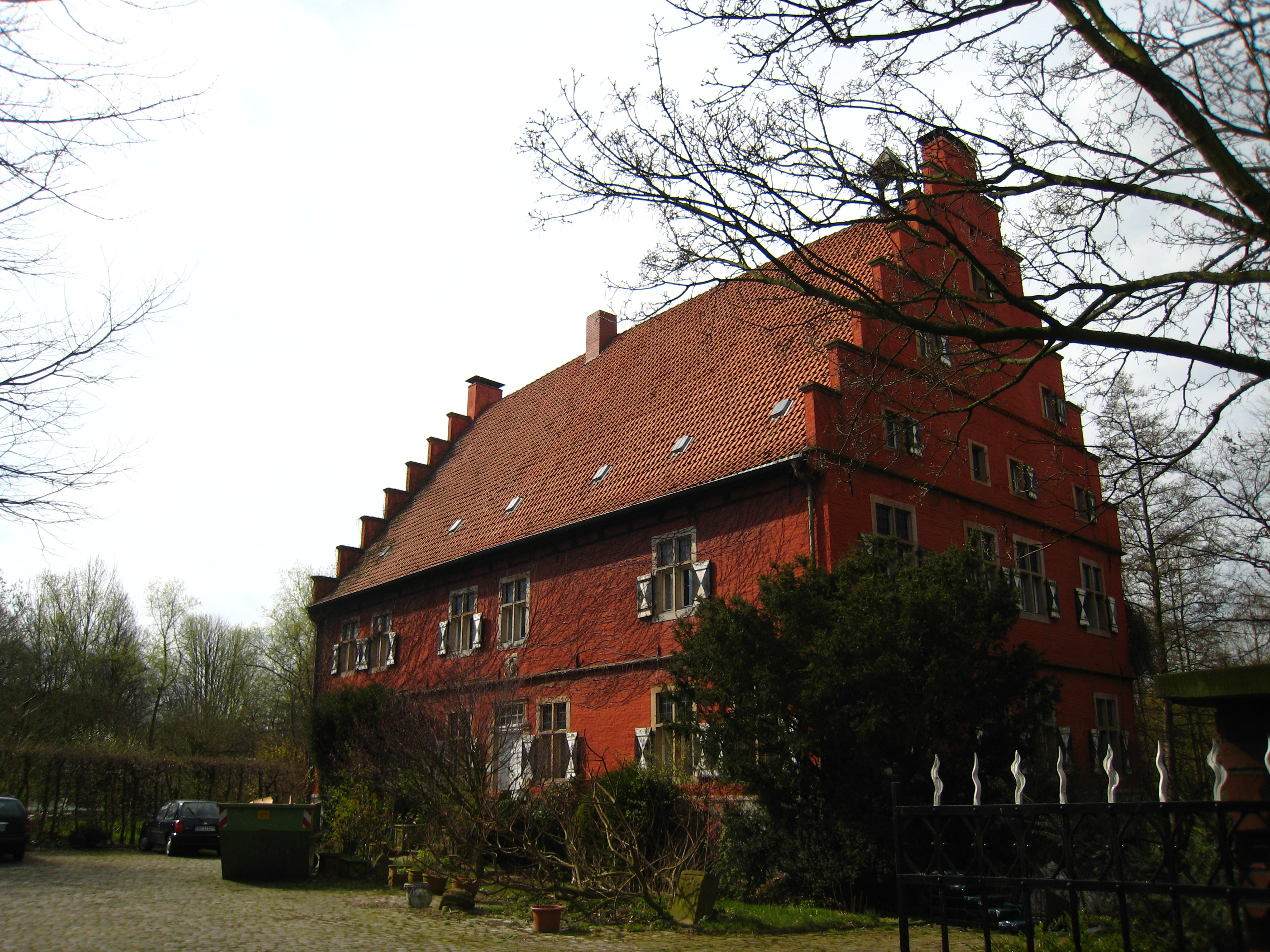
Haus Wenge